# Joannes Leizarraga
Joanes Leizarraga (1506. - 1601.) bio je baskijski svećenik iz 16. stoljeća. Prvi je pokušao napraviti standardizaciju baskijskog jezika i prevođenje religijskih tekstova na baskijski, posebice Novog zavjeta.
Njegovo ime se u francuskim izvorima različito piše: Ioannes Leiçarraga ili Jean de Liçarrague, a posebice prezime, koje se spominje kao Leissarrague ili Leiçarraga.

## Životopis

### Mladost
Leizarraga je rođen 1506. u selu Beskoitze u Sjevernoj Baskiji, u pokrajini Lapurdija. Iako se selo nalazilo u Lapurdiji, pripalo je području donjonavareškog narječja baskijskog jezika. Njegova kuća na obiteljskom imanju nosila je ime obitelji - Leizarraga - i ostala je u Besokoitzeu sve do uništenja godine 1944. Vrlo malo se zna o njegovom ranom životu osim ovih nekoliko činjenica.

### Svećeništvo
Leizarraga je kršten kao katolik. Iako nije poznato gdje, bio je odgojen za svećenika te prešao na kalvinizam godine 1560. Godine 1563., njegovo ime je zabilježeno u zapisima o protestantskom Sinodu u Bearnu.
U svojoj posveti u Novom zavjetu, napisanoj za Jeanne d'Albrete, Leizarraga spominje vrijeme provedeno u zatvoru. No, ne spominje zbog čega je završio u zatvoru niti koliko je dugo bio zatočen. Ne zna se ništa ni o njegovoj supruzi, premda je poznato da je bio u braku.
Jeanne d'Albrete ga je postavila za upravitelja crkve u Bastidi u Donjoj Navari. U doba kada je Leizarraga stigao u Bastidu, većina tamošnjeg stanovništva nije govorila baskijski, već se prebacila na gaskonjski. Bez obzira na to, Leizarraga je čak i u svoje doba bio slavan kao veliki stručnjak za baskijski jezik, što će kasnije osvjedočiti prijevodom Novog zavjeta. Također je poznato da su neki baskijski pastiri iz područja slali svoju djecu Leizarragi kako bi ih naučio baskijski.
U ožujku 1563. Leizarraga je, po nalogu Jeanne d'Albrete, kraljice Navare, upućen na sinodu u Bearnu, s ciljem stvaranja baskijskog prijevoda Novog zavjeta. Leizarraga je bio sučen s velikim iskušenjem, jer baskijski jezik u to doba nije imao baš značajnu pisanu tradiciju, zajednički standard niti pravopis. U radu su mu pomogla četvorica starih katoličkih kolega: Piarres Landetxeberri iz Ündüreine, Sanz de Tartas iz Sarrikotape (obojica iz pokrajine Zuberoa), Joanes Etxeberri iz Donibane Lohitzune i gospodin Tardets, župnik u Izura-Azme. Konačno, godine 1571., tiskar Pierre Hautin sa sjedištem u La Rochelleu, tiskao je tri njegove knjige, među kojima i prijevod Novog zavjeta.
Indikativno je poštovanje koje je Leizarraga imao. Godine 1582. posjetio ga je Jacques Auguste de Thou, koji će kasnije sudjelovati u izradi Nantskog edikta o vjerskoj snošljivosti. U svojim spisima de Thou spominje Leizarragu i primjerak baskijskog prijevoda Novog zavjeta, koji mu je ovaj darovao za vrijeme posjeta. Taj se primjerak danas čuva u Nacionalnoj knjižnici Francuske. De Thou također spominje i izniman sklad u odnosima katolika i protestanata u Bastidi. Tamo su obe vjere bile slobodne u služenju, što je bila rijetkost za Francusku toga razdoblja, poznatog po vjerskim ratovima.
Godine 1594. Leizarraga nije pohodio Sinod u Bearnu. Zapisnik sa sinoda kaže :"Monsieur de Lissarrague, ministre de Labastide de Clarence, excusé pour sa vieillesse et pour son indisposition" ("Gospodin Lizarraga, župnik iz Bastide, ispričava se zbog nedolaska zbog svojih godina i onemoćalosti."). Umire u Bastidi, godine 1601., u dobi od 95 godina.

## Leizarragin opus
Leizarraga je objavio 3 knjige, sve godine 1571.:
- "Iesus Christ Gure Iaunaren Testamentu Berria" ("Novi zavjet Isusa Krista Gospodina našega")
- "Kalendrera" (kalendar vjerskih blagdana)
- "ABC edo Christinoen instructionea" (ABC ili upute kršćanima)

Naslavnije od njih je, bez sumnje, "Testamentu Berria", danas poznato kao "Leizarragin Novi zavjet". Pored izvornog Novog zavjeta, njegovi prijevodi uključuju i sljedeće:
- "Testamentu Berrian diraden icen propri Hebraico eta Greco batzuén declarationeo" ("Popis nekih odgovarajućih grčkih i hebrejskih imena spominjanih u Novom zavjetu"), 3 stranice
- "Testamentu Berrico hitz eta mincatzeco manera difficil bakoitz batzu bere declarationéquin" ("Popis s objašnjenjima nekih teških riječi i izraza iz Novog zavjeta"), 13 stranica
- Çuberoaco herrian usançatan eztiraden hitz bakoitz batzu hango ançora itzuliac ("neke riječi koje se ne rabe u Zuberoi s njihovim lokalnim inačicama“), 2 stranice
- Testamentu Berrico materien erideteco taulá ("Tablica za pretaživanje tema iz Novog zavjetat"), 48 stranica:
- dugačak dio s uputama za crkvene obrede: 
  - Othoitza ecclesiasticoen forma ("The way of ecclesiastical prayer"), 15 stranice
  - Baptismoaren administratzeco form ("The way of administering baptism"), 6 stranice
  - Cenaren celebratzeco forma ("Način slavljenja mise"), 5 stranica
  - Ezconcaren celebratzeco forma ("Način slavljenja vjenčanja"), 5 stranica
  - Erien visitatzeaz ("U posjeti bolesniku"), 2 stranice
  - Catechismea, cein erran nahi baita, Iesus Christen doctrinán haourrén iracasteco formá... ("katekizam,tj. Način naučavanja doktrine Isusa Krista djeci..."), 62 stranice veliki dokument u obliku pitanja i odgovora
- kratak traktat o životu kršćana

Kalendrera je kratak, 15 stranica dug kalendar s popisom mjesečnih vjerskih blagdana i događanja s abecednim popisom uobičajaenih molitava i uputa za svakodnevni vjeski život.

### Kritički osvrt
Glavne zamjerke upućene njemu oko njegovog rada su česta uporaba posuđenica iz romanskih jezika za koje su postajale izvorne baskijske riječi. Na primjer, on prevodi „ribar ljudi“ s „giza pescadorea“ umjesto „giza arrantzalea“. Istovremeno, rabi gramatičke oblike koji su najvjerojatnije bili arhaizmi čak i to doba.
Druga glavna zamjerka je bila da je taj  „nadregionalni standard“ previše zasnivao na svom (lapurdijskom) narječju i najrečjima sjeverne Baskije s vrlo malo doticaja s narječjima južne Baskije. Kakogod, mora bit zapamćeno kako je on bio prvi koji se uhvatio u koštac sa standardizacijom baskijskog jezika bvez obzira što nije bilo prethodnih radova na tu temu i općenito ograničene resurse –prioblemi kojima se morao prvenstveno sam nositi.

### Leizarraga kao izvor
Leizarragini tekstovi omogućuju nam bogat uvid u baskijski jezik iz toga doba:
- Njegov rad uključuje jedan od rijetkih dokumentiranih tripersonalnih glagolskih oblika, gdje izravni objekt nije u trećem licu: "gommendatzen cerauzquiotet" ("Preporučam te njima"), vrsta baskijskih glagolskih oblika koji više nisu u uporabi;
- On je jedan od prvih poznatih autora koji je rabio izraz Heuscal herria (Euskal Herria prema modernom baskijskom pravopisu) – naziv za Baskiju.

Primjer molitve Oče naš:
| Leizarraga | biskajski | batua | hrvatski |
| --- | --- | --- | --- |
| Gure Aita ceruëtan aicena, Sanctifica bedi hire Icena. Ethor bedi hire Resumá. Eguin bedi hire vorondatea, ceruän beçala lurrean-ere. Gure eguneco oguia iguc egun. Eta barka ietzaguc gure bekatuac, nola guc-ere offensatu gaituztenér barkatzen baitrauëgu. Eta ezgaitzala sar eraci tentationetan, baina deliura gaitzac gaitzetic. Amen. | Aita gurea zeruetan zagozana, donetsia izan bedi zure izena. Betor gugana zure erregekuntzea. Egin bedi zure naia, zelan zeruan alan lurrean ere. Egunean eguneango gure ogia gaur emon eiguzu. Ta parkatu gure zorrak gure zordunai guk parketan deutseguzan legez. Ez itxi zirikaldian jausten ezpabe gorde gaizuz gatxetik. Amen | Gure Aita zeruetan zaudena, santu izan bedi zure izena. Etor bedi zure erreinua. Egin bedi zure nahia, zeruan bezala lurrean ere. Emaguzu gaur egun honetako ogia. Barkatu gure zorrak geuk ere gure zordunei barkatzen diegun bezala. Eta ez gu tentaldira eraman baina atera gaitzazu gaitzetik. Amen | Oče naš, koji jesi na nebesima, sveti se ime tvoje, dođi kraljevstvo tvoje, budi volja tvoja, kako na nebu tako i na zemlji. Kruh naš svagdanji daj nam danas, i otpusti nam duge naše, kako i mi otpuštamo dužnicima našim, i ne uvedi nas u napast, nego izbavi nas od zla. Amen. |

## Standardizacija baskijskog jezika
Leizarragin rad predstavlja prvi dokumentirani napor za spajanjem različitih baskijskih narječja u jedinstveni standardni oblik. Njegov oblik baskijskog jezika bio je većinom zasnovan na sjevernim narječjima:lapurdijskom ,zuberoanskom i donje-navareškom koji su smatrani u to doba uglednijim oblicima baskijskog jezika.
Problematiku dijalektičke ranolikosti u baskijskom jeziku je opisao sljedećom izjavom:
...batbederac daqui heuscal herriã quasi etche batetic bercera-ere minçatzeco manerán cer differentiá eta diuersitatea den... [svatko zna kako se način govora mijenja skoro od jedne do druge kuće u Baskiji].

## Vanjske poveznice
| Portal:Kršćanstvo | Portal: Kršćanstvo |

- Leizarragin prijevod Novog zavjeta  Arhivirana inačica izvorne stranice od 28. prosinca 2011. (Wayback Machine)